# Frühlingshimmel

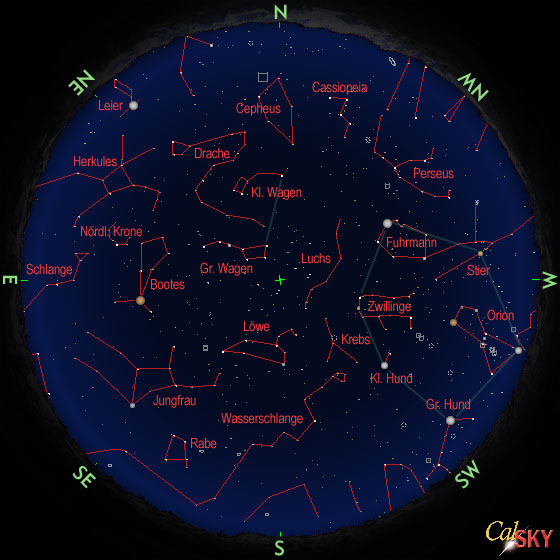
Sternenhimmel im Frühling für Deutschland Ende März um 23 Uhr MESZ oder Ende April um 21 Uhr MESZ

Frühlingshimmel wird jener Teil des Sternhimmels genannt, der an klaren Frühlings-Abenden zu sehen ist. Dieser Himmelsanblick zeigt in Mitteleuropa 15 der 30 hellsten Sterne des gesamten Himmels und hängt ab
- von der geografischen Breite des Standorts,
- ferner vom Datum der Beobachtung
- und von der mittleren Ortszeit.

Vom gleichen Beobachtungsort aus sehen wir 1 Monat später denselben Himmelsausschnitt um 2 Stunden früher, also mit jedem Tag um knapp 4 Minuten früher. Denn die Erde rotiert in 23h 56m 04s (einem Sterntag), während sich unser 24-Stunden-Tag auf die Stellung zur Sonne bezieht.
Für Deutschland wird meist eine mittlere Breite von 50° angenommen – der Schwerpunkt der BRD liegt 1,2° nördlicher – sowie eine Länge von 9° oder 10° (bei Frankfurt bzw. Würzburg). Fast alle am Markt erhältlichen drehbaren Sternkarten sind für 50°/ 10° berechnet, was etwa dem Mittel des deutschen Sprachraums entspricht. Für Österreich wären durchschnittlich 47,5° / 14° anzusetzen, für die Schweiz 47° / 8°.
Das Bild rechts oben zeigt den Sternenhimmel, wie er Mitte April um 21 Uhr MEZ (in Sommerzeit: 22 Uhr MESZ) zu sehen ist (Mitte März um 23 Uhr MEZ, Mitte Mai um 19 Uhr MEZ bzw. 20 Uhr MESZ). Die zirkumpolaren Sternbilder um den nördlichen Himmelspol sind das ganze Jahr über zu sehen. Außerhalb dieses Umkreises überschneidet sich der Frühlingshimmel mit dem Herbsthimmel kaum, bietet aber einige dem Winterhimmel bzw. dem Sommerhimmel ähnliche Aspekte.

## Himmelsobjekte

### Sternbilder und helle Sterne
Die auffälligsten Konstellationen sind die Sternbilder Großer Wagen direkt über unseren Köpfen und der Löwe hoch im Süden. Ihn durchwanderte die Sonne Ende August, sodass der Löwe nun am Nachthimmel zu sehen ist.
Im Westen verabschiedet sich das Wintersechseck mit seinen sieben hellen Sternen erster Größe, von denen die Milchstraße noch etwas in Richtung Nordwesten (Perseus und Cassiopeia) zu verfolgen ist. Hoch im Osten finden wir im Schwunge der Wagendeichsel den hellen, gelbroten Arktur (Sternbild Bootes) und weiter die Spica in der Jungfrau, die fast genau die Ekliptik markiert. Arktur und Spica bilden gemeinsam mit Regulus im Löwen das Frühlingsdreieck, den prägenden Asterismus dieser Jahreszeit.
Vom Wagenviereck wiederum kann man Richtung Nordpol den gewundenen Lauf des Drachen verfolgen – bis dorthin, wo seine Augen den emporsteigenden Herkules anstarren, seinen Erzfeind in der griechischen Mythologie.
In der zweiten Nachthälfte bietet sich bereits das Bild des Sommerhimmels. Arktur im Bootes steht Ende April schon bald nach Mitternacht im Süden (in Norddeutschland 55° hoch, in Österreich/Schweiz etwa 62°), während das große Sommerdreieck im Osten emporsteigt, der Löwe aber im Westen bald untergeht.

### Sternhaufen und Galaxien
Im April ist die beste Zeit zur Beobachtung der vielen Spiralnebel, die sich in den zwei ausgedehnten Galaxienhaufen der Sternbilder Jungfrau und Coma befinden. Die größten davon haben Helligkeiten von 8 bis 10 mag und lassen sich mit einem Achtzöller auch in Großstadtnähe – zumindest als verwaschene Nebelfleckchen – beobachten. Auch die hellen Spiralnebel M81 und M82 im Großen Bären sind wegen ihrer Zenitnähe gut beobachtbar.
Im Mai und Juni steigen am Osthimmel andere beliebte Deep-Sky-Objekte empor: Die zwei hellen Kugelsternhaufen im Herkules (M13, M92) und einige weitere im Sternbild Schlangenträger. Beachtenswert ist auch der Ringnebel (M57) in der Leier.

### Sternbedeckungen durch den Mond
Von den monatlich etwa 50 Bedeckungen von Sternen 1. bis 8. Größe werden in astronomischen Jahrbüchern (z. B. Himmelsjahr für Deutschland oder Astronomischer Almanach für Österreich und in der Monatsschrift Sterne und Weltraum) die helleren vorausberechnet. Sie sind – jedenfalls am dunklen Mondrand – mit freiem Auge leicht zu beobachten. Durch die Mondbewegung von etwa 1 km/s verschwindet der Stern schlagartig, was interessante, überraschende Beobachtungserlebnisse verspricht. Bis in die 1990er-Jahre wurden solche Messungen zur Bestimmung von Mondradius und Mondrandprofil verwendet. Bei streifenden Sternbedeckungen können bis heute auch Amateurastronomen zur genauen Vermessung der Mondberge und -Täler beitragen.

## Planetenlauf und Mondphasen
Um den Besuchern dieser Seite zu ermöglichen, auch frühere Planetensichtungen zuzuordnen, werden neben dem aktuellen Jahr auch die Daten der zwei vorangehenden Jahre vorgehalten.

### Planeten am Frühlingshimmel 2023
- Merkur steht am 17.3. in oberer Konjunktion zur Sonne und erreicht am 11.4. mit 19°29' seine größte östliche Elongation von der Sonne. Damit verbunden ist (für  Beobachter im deutschsprachigen Raum) seine einzige Abendsichtbarkeit in diesem Jahr. Vom 3.4. bis 13.4. kann Merkur ca. eine Stunde nach Sonnenuntergang am Westhimmel freiäugig beobachtet werden. Bereits am 1.5. steht Merkur in unterer Konjunktion mit der Sonne und wechselt danach auf den Morgenhimmel, wo er mit bloßem Auge unsichtbar bleibt.
- Venus wandert im Frühling 2023 vom Sternbild Fische über Widder, Stier und Zwillinge in den Krebs und ist bei ständig zunehmender Helligkeit (von −4,1 mag im Januar auf −4,7 mag Ende März) durchgängig am Abendhimmel sichtbar. Auch ihr Abstand von der Sonne nimmt bis Anfang Juni zu; am 4.6. erreicht sie mit 45°24' ihre größte östliche Elongation von der Sonne.
- Mars wandert vom Sternbild Zwillinge in den Krebs. Er hat seine Oppositionszeit hinter sich: Seine Helligkeit nimmt von 0,9 mag Anfang April auf 1,7 mag Ende Juni ab, während sich seine Untergänge von 2:21 MEZ (3:21 Sommerzeit) auf 22:49 MEZ (23:49 Sommerzeit) – im Verlauf des Frühlings wird Mars also mehr und mehr zum Planeten der ersten Nachthälfte.
- Jupiter steht am 11. April in Konjunktion mit der Sonne und ist am Taghimmel für uns unsichtbar. Ab ca. dem 20. Mai hat er sich soweit von der Sonne entfernt, dass er kurz vor Sonnenaufgang tief am Osthimmel zu erkennen ist. Ende Juni geht Jupiter bereits um 1:07 MEZ (2:07 Sommerzeit) auf und erreicht eine Helligkeit von −2,2 mag.
- Saturn kann ab Mitte April am Morgenhimmel gesehen werden. Er läuft rechtläufig durch den Wassermann und erreicht zunächst eine Helligkeit von 1,0 mag. Seine Aufgänge verfrühen sich von 4:57 MEZ (5:57 Sommerzeit) Anfang April bis auf 23:10 MEZ (0:10 Sommerzeit) Ende Juni. Die Öffnung der Saturnringe hat im Vergleich zum Vorjahr nochmals leicht auf 8,0° abgenommen, so dass Saturn 2023 erneut schwächer leuchtet als in den letzten Jahren.
- Uranus bewegt sich rechtläufig durch das Sternbild Widder und steht am 9. Mai in Konjunktion mit der Sonne am Taghimmel. Höchstens Anfang April kann er noch mit einem starken Fernrohr am Westhimmel aufgefunden werden.
- Neptun stand im März in Konjunktion mit der Sonne. Er wandert rechtläufig durch das Sternbild Fische und bleibt bis Juni für Amateurastronomen unbeobachtbar.[1]

### Im Frühling 2022

#### Sichtbarkeit von Planeten
Die Sichtbarkeitsbedingungen der 5 großen Planeten sind im Frühling 2022 relativ bescheiden und überwiegend am Morgenhimmel gegeben. Dabei gibt es jedoch im Juni morgens eine sehr seltene Planetenparade: Alle 5 hellen Planeten stehen in einer Linie – noch dazu in der „richtigen“ Reihenfolge: Merkur (nahe der Sonne), Venus, Mars, Jupiter und Saturn. Dazu kommt noch der Mond vom 20. bis 26. Mai. Am besten sind sie 1 Stunde vor Sonnenaufgang sichtbar. 

Abends sieht man im Nordwesten noch Reste des Wintersechsecks, während das Frühlingsdreieck (Löwe, Bootes, Jungfrau) schon den Meridian überschreitet. Im Osten kommt das Sommerdreieck hoch. Interessant, wie sich hoch oben der Drache zwischen großem und kleinem Wagen durchschlängelt ... Für kleine Teleskope bieten sich an: Kugelsternhaufen M13 im Herkules, Ringnebel M57, der Doppelsternhaufen im Perseus und das Galaxienpaar M81/82.
- Merkur: nach seiner Morgensichtbarkeit im Februar kreist der flinke Planet jenseits der Sonne und wird am Abendhimmel freiäugig etwa vom 15. April bis 15. Mai sichtbar – am besten um den 27. April, allerdings nur ca. 10° über dem westlichen Horizont.
- Venus hat im Jänner vom Abend- auf den Morgenhimmel gewechselt und wird dort als strahlender Morgenstern bis zum September sichtbar sein. Die Helligkeit war Mitte Februar am größten und sinkt nur unmerklich. Ihre Aufgänge für Wien verschieben sich von Monatsmitte März 4h10 MEZ auf April 4h40 MESZ, Mai 4h00 und Juni 3h20; in Frankfurt etwa 4:40 (MEZ), 5:10, 4:20 und 3:35 MESZ.
- Auch Mars kann zunächst – nur bei klarer Luft – am Morgenhimmel gefunden werden und zieht durch Steinbock, später Wassermann und Fische. Während er jeden Monat um etwa 1 Stunde früher aufgeht (Anfang Mai gegen 4h), wird er allmählich heller (1,5 bis 0,7 mag). Am 12.3. begegnete ihm Venus, der Mond passiert ihn am 28.3., 25.4., 24.5. und 22.6. Weitere Konjunktion gibt es am 4.4. mit Saturn und am 25.5. mit Jupiter. Auf den Abendhimmel kommt der Rote Plne erst im Herbst (Opposition am 8.12. im Stier).
- Der Gasriese Jupiter wandert jenseits der Sonne vom Wassermann in die Fische und taucht Mitte April am Morgenhimmel auf. Mitte Mai geht er um 3h30 (Wien) bzw. 3h55 (Frankfurt) auf, Mitte Juni gegen 1h30 bzw. 2h00 MESZ. Seine Helligkeit steigt von −1,6 auf −2,0 mag, bis Sommerende auf −2,5 mag. Ab Mai wird die Beobachtung der vier großen Jupitermonde und ihrer Schattenwürfe und Verfinsterungen immer reizvoller.
- Saturn im Steinbock stand Anfang Februar jenseits der Sonne und ist erstmals Mitte März am Morgenhimmel zu finden. Seine Aufgänge verschieben sich von etwa 5:30 MEZ Mitte März (1 Stunde vor Sonnenaufgang) auf 0h10 / 0h40 Mitte Juni. Der Öffnungswinkel des Saturnringe verringert sich allmählich von 14° auf 12°.
- Uranus im Widder ist als Sternchen 6. Größe abends noch bis Ende März zu sehen. Dann verschwindet er in den Sonnenstrahlen und bleibt bis Juni unsichtbar.
- Neptun im Wassermann steht jenseits der Sonne, taucht aber im Juni langsam am Morgenhimmel auf.[2]
- Die Sichtbarkeit von Komet Leonard wurde nach dem Perihel im Winter ungünstiger als vermutet. Er steht nun am Südhimmel im Schützen und ist mit 11 mag als kleines Wölkchen nur im Teleskop zu sehen.

#### Mondphasen
Im Frühjahr 2022 erscheint der Mond im Zyklus der Mondphasen unter einem Phasenwinkel von 0° (Vollmond), 90° (Halbmond) oder 180° (Neumond) zu den folgenden Terminen:
- Erstes Viertel ....... 10. März, 9. April, 9. Mai, 7. Juni
- Vollmond ............. 18. März, 16. April (Ostervollmond), 16. Mai, 14. Juni
- Letztes Viertel ...... 25. März, 23. April, 22. Mai, 21. Juni
- Neumond .............. 1. April, 30. April, 30. Mai, 29. Juni

Die totale Mondfinsternis am 16. Mai fällt in die frühen Morgenstunden. Im deutschen Sprachraum ist nur der Beginn (gegen 5h knapp über dem Westhorizont) zu sehen.

### Beschreibung für das Jahr 2021

#### Sichtbarkeit von Planeten
- Merkur ist 2021 von Ende April bis 14. Mai gut in der Abenddämmerung sichtbar – am besten um den 13. Mai bei 10° Höhenwinkel über dem Westhorizont. Diese gute Abendsichtbarkeit hängt mit der steil zum Westhorizont stehenden Ekliptik zusammen. Am 11. Juni in unterer Konjunktion zur Sonne, wird er in der Morgendämmerung um den 20. mit dem Feldstecher sichtbar, freiäugig etwa eine Woche später in 19–21° Elongation (Sonnenabstand).
- Venus ist vorerst jenseits der Sonne und wird Mitte Mai als Abendstern sichtbar, aber nur knapp über dem Horizont. Im Juni erreicht sie 18–25° Elongation und geht etwa 90 Minuten nach ihr unter, fast an derselben Stelle wie diese.
- Mars ist bis Mitte Juni am frühen Abend sichtbar. Er wandert rasch durch die Sternbilder Stier, Zwillinge und Krebs. Im April ändert sich sein Untergang nur wenig (von 1:50 auf 1:20 MESZ), im Mai hingegen schon auf 23:20 Uhr. Die Helligkeit sinkt dabei von erster auf zweite Größe, weil seine Entfernung auf 2,3 AE anwächst.
- Der goldfarbene Jupiter im Wassermann und der Ringplanet Saturn im Steinbock stehen am Morgenhimmel und gehen anfangs um etwa 4 Uhr MEZ auf. Nach ihrer engen Konjunktion zu Jahresende entfernen sie sich Ende März auf etwa 10° und bis Juni auf 20°. Dann geht Jupiter schon gegen 0h MESZ auf, Saturn etwa 45 Minuten früher.
  - Sehr reizvoll wird ab Mai der Tanz der hellen 4 Jupitermonde, die alle paar Tage ihre Schatten auf Jupiters Wolkendecke werfen oder von ihm bedeckt bzw. verfinstert werden. Solche Verfinsterungen, deren Helligkeitsabfall einige Minuten dauert, beginnen für Io am 12.5. um 4:03, am 4.6. um 4:12 und am 20.6. um 2h27. Für die entfernteren Monde fängt die Serie etwas später an: für Europa am 18.6. um 1:38, für Ganymed am 23.6. um etwa 2 Uhr. Näheres siehe AAÖ Seite 53 und 56.
- Uranus ist jenseits der Sonne und dieses Frühjahr nicht beobachtbar,
- Neptun im Wassermann erst ab Juni in der Morgendämmerung.

#### Mondphasen
Im Frühjahr 2021 erscheint der Mond im Zyklus der Mondphasen unter einem Phasenwinkel von 0° (Vollmond), 90° (Halbmond) oder 180° (Neumond) zu den folgenden Terminen:
- Erstes Viertel ....... 21. März, 20. April, 19. Mai, 18. Juni
- Vollmond ............. 28. März, 27. April, 26. Mai, 24. Juni
- Letztes Viertel ...... 4. April, 3. Mai, 2. Juni
- Neumond .............. 12. April, 11. Mai, 10. Juni (Sonnenfinsternis)

## Aktuelles von der Sonne
Unser Tagesgestirn gilt zwar seit Kopernikus nicht mehr als Planet („umherstreifend“), doch sei ihr hier für 2014–2020 ein kurzer Absatz gewidmet. Das Maximum der Sonnenaktivität (elfjähriger Zyklus) war 2013 erwartet worden, trat aber erst 2014 mit durchschnittlichen Relativzahlen R~80 ein. Nach sehr raschem Abfall 2015 (R~40) zeigte die Sonne 2016 mit R~25 meist 5–20 Sonnenflecken in 1–3 Gruppen. Die Jahresmittel waren 2019 R=12 und 2018 R=4. Zum Minimum mit 0 bis 2 Flecken in Äquatornähe kam es Ende 2019, die ersten Flecken des neuen Zyklus traten Anfang 2020 in hohen Breiten auf.
Zum ersten Mal ganz fleckenfrei war die Sonne kurzfristig im Juni 2016, diese Phase dürfte Mitte 2020 enden.

## Jahreszeiten
- Frühlingshimmel, Sommerhimmel, Herbsthimmel, Winterhimmel
- Himmelsbeobachtung